# Karsten Sørensen
Karsten Steen Sørensen (født 1. februar 1948 i Aarhus) er en tidligere dansk håndboldspiller, som var med til OL 1972 i München.
Han spillede først for AGF, men senere i størstedelen af sin karriere for Århus KFUM.
I 1972 var han med på Danmarks håndboldlandshold, som endte på en trettendeplads under OL. Han fik ikke spilletid i den indledende runde, hvor Danmark tabte alle tre kampe, men i placeringskampene spillede i to kampe kampe og scorede fire mål.